# Шиферный гвоздь
Гвоздь для асбоцементной кровли, шиферный гвоздь (неофициальное название) — специальный гвоздь с увеличенным диаметром головки (12—16.5 мм) для крепления волнистых асбестоцементных листов к деревянному основанию.

## Разновидности

### Цельные
Диаметр шляпки, в зависимости от модификации, равен трем или четырем диаметрам стержня гвоздя. В настоящее время используются редко. Производятся по ГОСТ 9870-61.

#### Размеры
Наружный диаметр и длина (мм): 4×90, 4×100, 4×120, 4,5×120. Высота головки для всех размеров 1,8 мм; диаметр 12 — 16 мм.

### С составной головкой
Диаметр шляпки равен 16,5 ± 1,5 мм. В отличие от цельных шиферных гвоздей, после штамповки на их шляпку напрессовывается колпачок из оцинкованной листовой стали. Описаны в ТУ 208—81, РСТ 1822—83 и РСТ УССР 1822—89.

#### Размеры
Наружный диаметр и длина (мм): 4×90, 4×100, 4×120, 5×120. Высота головки для всех размеров 4 мм; диаметр 16,5 ± 1,5 мм.